# Gilbert-Luc Devinaz
Gilbert-Luc Devinaz, né le 19 juillet 1953 à Lyon, est un homme politique français. Membre du Parti socialiste, il devient sénateur en 2017 à la suite de la nomination de Gérard Collomb au gouvernement.

## Biographie

### Études et carrière professionnelle
Gilbert-Luc Devinaz est diplômé en géotechnique, mais aussi de l’Institut des hautes études de Défense nationale Rhône-Alpes ainsi que de l'Institut des hautes études de la sécurité intérieure.
Il est chargé d’études au Centre d’études techniques de Lyon, conseiller technique et chargé de mission au secrétariat d’État aux Transports routiers et fluviaux et également économiste des transports à la direction régionale de l’Équipement Rhône-Alpes.
Il est ensuite chargé de communication au Centre régional d'information et de coordination routières Rhône-Alpes, puis il y occupe le poste d’adjoint au codirecteur de la division transports.

### Engagements et responsabilités politiques
Militant au Parti socialiste dès 1977, il en est membre quasiment sans discontinuer et y occupe diverses responsabilités.

#### Élu local
En 1983, il devient pour la première fois conseiller municipal à la ville de Villeurbanne. Il est plusieurs fois adjoint au maire de Villeurbanne, que cela soit à la Sécurité, à la Prévention et surtout aux Sports. Il démissionne de son mandat de conseiller municipal en 2017 après son entrée au Sénat en remplacement de Gérard Collomb, nommé ministre de l'Intérieur.
De 2011 à 2014, il est conseiller général du Rhône pour le canton de Villeurbanne-Nord.
Il n'est pas candidat aux élections municipales de 2020 à Villeurbanne.
Au premier tour des élections métropolitaines de 2020, il figure en 3e position sur la liste conduite par Cédric Van Styvendael (liste « C'est la gauche unie »), par ailleurs futur maire de Villeurbanne. Au second tour des élections métropolitaines, il figure en 7e position sur la liste « Les écologistes et la gauche avec Bruno Bernard », conduite par Bruno Bernard, et est élu conseiller de la métropole de Lyon le 28 juin 2020.

#### Sénateur
À la suite de la nomination de Gérard Collomb au gouvernement le 18 juin 2017, il devient sénateur du Rhône et de la métropole de Lyon. Il siège à la commission des Affaires étrangères, de la Défense et des Forces armées. Au Sénat, il préside également le groupe d'amitié interparlementaire France-Arménie.
Son mandat s’interrompt brièvement entre le 3 novembre et le 5 décembre 2018 par la reprise de l'exercice du mandat de Gérard Collomb, dont les fonctions gouvernementales ont pris fin le 3 octobre 2018. Il retrouve son siège le 6 décembre, à l'expiration du mandat de Gérard Collomb, redevenu maire de Lyon un mois plus tôt.
Placé en troisième position de la liste d'union de la gauche pour les élections sénatoriales du 27 septembre 2020 qui remporte 32,49 % des voix, il est réélu pour un nouveau mandat à la haute assemblée.